# Kundana (weekblad)
Kundana is een Namibisch weekblad dat verschijnt sinds 2013 en is de enige krant die volledig in een lokale Namibische taal verschijnt. Andere kranten drukken reeds enkele pagina's in een lokale taal. Kundana verschijnt in het Ndongo en het Kwanyama, twee talen van de Owambo, de grootste bevolkingsgroep van Namibië. Volgens de uitgevers zijn sommige verhalen te complex om ze enkel in het Engels, Duits of Afrikaans te vertellen. Indien een positief antwoord van de lezers komt, zullen ook bladen in andere lokale talen gepubliceerd worden. De krant vraagt medewerking van haar lezers door het opsturen van verhalen en foto's. De krant maakt samen met New Era deel uit van het door de overheid beheerde New Era Publication Corporation.